# Куартел-Жерал
Куартел-Жерал (порт. Quartel Geral) — муниципалитет в Бразилии, входит в штат Минас-Жерайс. Составная часть мезорегиона Центр штата Минас-Жерайс. Входит в экономико-статистический микрорегион Бон-Деспашу. Население составляет 3074 человека на 2006 год. Занимает площадь 555,534 км². Плотность населения — 5,5 чел./км².

## История
Город основан 12 декабря 1953 года. 

## Статистика
- Валовой внутренний продукт на 2003 год составляет 16 578 758,00 реалов (данные: Бразильский институт географии и статистики).
- Валовой внутренний продукт на душу населения на 2003 год составляет 5435,66 реалов (данные: Бразильский институт географии и статистики).
- Индекс развития человеческого потенциала на 2000 год составляет 0,714 (данные: Программа развития ООН).